# 「ハヤテのごとく!」キャラクターCD
「ハヤテのごとく!」キャラクターCDは、2007年5月25日からジェネオンエンタテインメントより発売されている一連の音楽CDシリーズ。

## 1st series

### 概要（1st series）
テレビ東京系テレビアニメ『ハヤテのごとく!』のキャラクターソングシリーズ。全12タイトル。キャラクターソング2曲+ショート・ドラマ+おまけ集を収録している。
初回生産特典としてオリジナル絆創膏3つと全巻購入特典応募券が封入されている。全巻応募特典はキャラクターCD EXTRA「白皇学院校歌（歌 - ハヤテ・マリア・ナギ・ヒナギク）／同カラオケ」。パッケージイラストは、原作者・畑健二郎の描き下ろし。また、描かれているキャラクターの立てている指の本数はCD番号に一致する。
CDレーベル面には担当声優による題字が書かれている。ショートドラマは、テーマのキャラクターと神様ことオルムズト・ナジャ（声 - 佐藤利奈）、もしくは魔王ことマオウ・ザ・グレートステイジアン・オブ・阿部（仮）（声 - 後藤邑子）との掛け合いであるが、テーマのキャラクターに関連したキャラクターも登場することが多い。キャラクターソングはすべて田中公平が作曲している。

### タイトル（1st series）

#### 1 綾崎ハヤテ
2007年5月25日発売、GNCA-0055。歌は綾崎ハヤテ（白石涼子）。
収録曲
1. イントロダクション「幻のソノシート音源再録〜『逆襲幼稚園』S.65年1月号付録『春の四大ヒーローまつり!』より」 [0:41]
出演 - 綾崎ハヤテ（白石涼子）
2. 僕はキミのモノ [4:10]
作詞 - くまのきよみ / 作曲 - 田中公平 / 編曲 - 岩崎文紀
3. ショート・ドラマ「神様インタビュー/ハヤテ編〜ハヤテ、おハガキ募集するの巻」
出演 - 綾崎ハヤテ（白石涼子）、三千院ナギ（釘宮理恵）、神様（佐藤利奈）
4. 運命のPrice [4:54]
作詞 - マイクスギヤマ / 作曲 - 田中公平 / 編曲 - 崎文紀
5. 僕はキミのモノ（オリジナル・カラオケ）
6. 運命のPrice（オリジナル・カラオケ）
7. 今日から使えるオマケ集/日常会話篇
全60トラック
8. 今日から使えるオマケ集/お名前篇
全25トラック
9. 今回のキーワード

#### 2 マリア
2007年5月25日発売、GNCA-0056。歌はマリア（田中理恵）。
収録曲
1. イントロダクション「AM6:07 東京都N区の何処かにて」
出演 - マリア（田中理恵）、三千院ナギ（釘宮理恵）
2. エプ・ロマネスク
作詞 - くまのきよみ / 作曲 - 田中公平 / 編曲 - 岩崎文紀
3. ショート・ドラマ「神様インタビュー/マリア編〜マリア、ひたすら恐縮するの巻」
出演 - マリア（田中理恵）、三千院ナギ（釘宮理恵）、神様（佐藤利奈）
4. かくれんぼ
作詞 - マイクスギヤマ / 作曲 - 田中公平 / 編曲 - 浜口史郎
5. エプ・ロマネスク（オリジナル・カラオケ）
かくれんぼ（オリジナル・カラオケ）
6. 慈愛の言葉集/日常会話篇
全60トラック
7. 慈愛の言葉集/お名前篇
全25トラック
8. 今回のキーワード

#### 3 三千院ナギ
2007年7月25日発売、GNCA-0057。歌は三千院ナギ（釘宮理恵）。
収録曲
1. イントロダクション「ナギの野望〜二度寝のラグランジュポイントにて」
出演 - 三千院ナギ（釘宮理恵）
2. だめっ！
作詞 - くまのきよみ / 作曲 - 田中公平 / 編曲 - 村瀬恭久
3. ショート・ドラマ「神様インタビュー/ナギ編〜ナギ、ヤケクソでモビるの巻」
出演 - 三千院ナギ（釘宮理恵）、綾崎ハヤテ（白石涼子）、神様（佐藤利奈）
4. ぞ！
作詞 - マイクスギヤマ / 作曲 - 田中公平 / 編曲 - PE
5. だめっ！（オリジナル・カラオケ）
6. ぞ！（オリジナル・カラオケ）
7. お嬢様の戯れ言/日常会話篇
全67トラック
8. お嬢様の戯れ言/お名前篇
全24トラック
9. 今回のキーワード

#### 4 桂ヒナギク
2007年7月25日発売、GNCA-0058。歌は桂ヒナギク（伊藤静）。
収録曲
1. イントロダクション「生徒会長からお礼の辞〜清く正しいごくスタンダードな挨拶」
出演 - 桂ヒナギク（伊藤静）、桂雪路（生天目仁美）
2. Power of Flower
作詞 - くまのきよみ / 作曲 - 田中公平 / 編曲 - PE
3. ショート・ドラマ「神様インタビュー/ヒナギク編〜ヒナギク寝起きを襲われるの巻」
出演 - 桂ヒナギク（伊藤静）、桂雪路（生天目仁美）、神様（佐藤利奈）
4. 白皇学院生徒会心得
作詞 - マイクスギヤマ / 作曲 - 田中公平 / 編曲 - 岩崎文紀
5. Power of Flower（オリジナル・カラオケ）
6. 白皇学院生徒会心得（オリジナル・カラオケ）
7. 謹厳実直な言葉集/日常会話篇
全67トラック
8. 謹厳実直な言葉集/お名前篇
全24トラック
9. 今回のキーワード

#### 5 鷺ノ宮伊澄
2007年9月21日発売、GNCA-0059。歌は鷺ノ宮伊澄（松来未祐）。
収録曲
1. イントロダクション「ボーイ・ミーツ・伊澄〜お一人で聞ける環境を強く推奨」
出演 - 鷺ノ宮伊澄（松来未祐）
2. 十六夜迷子
作詞 - くまのきよみ / 作曲 - 田中公平 / 編曲 - 浜口史郎
3. ショート・ドラマ「神様インタビュー/伊澄編〜伊澄、ついていこうと努力するの巻」
出演 - 鷺ノ宮伊澄（松来未祐）、三千院ナギ（釘宮理恵）、神様（佐藤利奈）
4. おみくじ 第八千八百拾番
作詞 - マイクスギヤマ / 作曲 - 田中公平 / 編曲 - 岸村正実
5. 十六夜迷子（オリジナル・カラオケ）
6. おみくじ 第八千八百拾番（オリジナル・カラオケ）
7. お祓いの言葉/日常会話篇
全67トラック
8. お祓いの言葉/お名前篇
全24トラック
9. 今回のキーワード

#### 6 愛沢咲夜
2007年9月21日発売、GNCA-0060。歌は愛沢咲夜（植田佳奈）。
収録曲
1. イントロダクション「咲夜オンステージ・前説〜収録スタジオにて・本番1分前」
出演 - 愛沢咲夜（植田佳奈）
2. NA・NI・WA らぶもーしょん
作詞 - くまのきよみ / 作曲 - 田中公平 / 編曲 - 根岸貴幸
3. ショート・ドラマ「神様インタビュー/咲夜編〜咲夜、自虐的コントコーナー『神様、脱・ハヤテる』の、巻っ!」
出演 - 愛沢咲夜（植田佳奈）、綾崎ハヤテ（白石涼子）、神様（佐藤利奈）
4. Happy Lucky 7 Days
作詞 - マイクスギヤマ / 作曲 - 田中公平 / 編曲 - PE
5. NA・NI・WA らぶもーしょん（オリジナル・カラオケ）
6. Happy Lucky 7 Days（オリジナル・カラオケ）
7. すべらない言葉/日常会話篇
全67トラック
8. すべらない言葉/お名前篇
全24トラック
9. 今回のキーワード

#### 7 橘ワタル&貴嶋サキ
2007年11月21日発売、GNCA-0061。歌は橘ワタル（井上麻里奈）と貴嶋サキ（中島沙樹）。
収録曲
1. イントロダクション「レンタルビデオタチバナ新宿本店」CM
出演 - 橘ワタル（井上麻里奈）、貴嶋サキ（中島沙樹）
2. 哀 MYSTERY
作詞 - くまのきよみ / 作曲 - 田中公平 / 編曲 - 浜口史郎
3. ショート・ドラマ「『教えて!ワタル店長』魔界激闘篇〜魔王登場!」
出演 - 橘ワタル（井上麻里奈）、貴嶋サキ（中島沙樹）、魔王（後藤邑子）
4. メイド・イン・ラブ
作詞 - マイクスギヤマ / 作曲 - 田中公平 / 編曲 - 岸村正実
5. 哀 MYSTERY（オリジナル・カラオケ）
6. メイド・イン・ラブ（オリジナル・カラオケ）
7. 若の戯れ/ゲーム篇
全13トラック
8. サキの一息/ゲーム篇
全20トラック
9. 若&サキの輪舞/日常会話篇
全32トラック
10. 若&サキの輪舞/お名前篇
全26トラック
11. 今回のキーワード
12. ボーナストラック!

#### 8 西沢歩
2007年11月21日発売、GNCA-0062。歌は西沢歩（高橋美佳子）。
収録曲
1. イントロダクション「ごく普通の、何の変哲もない挨拶〜ハムスターからの非力なお願い」
出演 - 西沢歩（高橋美佳子）
2. キミがいるから 〜Just Windy Love〜
作詞 - くまのきよみ / 作曲 - 田中公平 / 編曲 - PE
3. ショート・ドラマ「西沢さん、神様と待ち合わせするの巻っ!」
出演 - 西沢歩（高橋美佳子）、三千院ナギ（釘宮理恵）、神様（佐藤利奈）
4. がんばれ片想い
作詞 - マイクスギヤマ / 作曲 - 田中公平 / 編曲 - 丸尾稔
5. 歌の終わりに
6. キミがいるから 〜Just Windy Love〜（オリジナル・カラオケ）
7. がんばれ片想い（オリジナル・カラオケ）
8. 西沢さんのつぶやき/試験勉強篇
全20トラック
9. 西沢さんのつぶやき/占い篇
全15トラック
10. 西沢さんのつぶやき/日常会話篇
全34トラック
11. 西沢さんのつぶやき/お名前篇
全21トラック
12. 今回のキーワード
13. ボーナス・トラック!

#### 9 桂雪路
2008年1月25日発売、GNCA-0063。歌は桂雪路（生天目仁美）。
収録曲
1. イントロダクション「君は生きのびる事ができるか〜ある日の白皇学院・校門前にて」
出演 - 桂雪路（生天目仁美）
2. ￥JENNEY 〜銭 it's my Soul〜
作詞 - くまのきよみ　作曲 - 田中公平　編曲 - 丸尾稔
3. ショート・ドラマ「復活!神様インタビュー 〜予算がつきましたので、雪路センセイ一杯おごります篇」
出演 - 桂雪路（生天目仁美）、桂ヒナギク（伊藤静）、神様（佐藤利奈）
4. 自由賛歌!
歌 - 桂雪路（生天目仁美） with 桂ヒナギク（伊藤静）
作詞 - マイクスギヤマ / 作曲 - 田中公平 / 編曲 - 丸尾稔
5. ￥JENNEY 〜銭 it's my Soul〜（オリジナル・カラオケ）
6. 自由賛歌!（オリジナル・カラオケ）
7. 教えて!雪路先生 その1
全20トラック
8. 教えて!雪路先生 その2
全28トラック
9. 雪路のたわごと/日常会話篇
全29トラック
10. 雪路のたわごと/お名前篇
全14トラック
11. 今回のキーワード

#### 10 白皇学院生徒会三人娘
2008年1月25日発売、GNCA-0064。歌は瀬川泉（矢作紗友里）、花菱美希（中尾衣里）、朝風理沙（浅野真澄）。
収録曲
1. イントロダクション「轟轟生徒会タンケンジャー再び〜死闘!カラオケボックス延長地獄に君は刻の涙を見る!」
出演 - 瀬川泉（矢作紗友里）、花菱美希（中尾衣里）、朝風理沙（浅野真澄）
2. 「ごめん」で済むなら恋などしない
作詞 - くまのきよみ / 作曲 - 田中公平 / 編曲 - 岩崎文紀
3. ショート・ドラマ「幕間・都内S区のカラオケボックスにて〜いつもとかわらぬ、戦士たちの休息」
出演 - 瀬川泉（矢作紗友里）、花菱美希（中尾衣里）、朝風理沙（浅野真澄）
4. 白皇学院生徒会不心得
作詞 - マイクスギヤマ / 作曲 - 田中公平 / 編曲 - 岩崎文紀
5. 「ごめん」で済むなら恋などしない（オリジナル・カラオケ）
6. 白皇学院生徒会不心得（オリジナル・カラオケ）
7. あみ〜がいとかしまし/タンケンジャー篇
全36トラック
8. あみ〜がいとかしまし/日常会話篇
全41トラック
9. あみ〜がいとかしまし/お名前篇
全12トラック
10. 今回のキーワード
全4トラック

#### 11 綾崎ハーマイオニーVS魔法少女プリティ・ナギ
2008年3月21日発売、GNCA-0065。歌は綾崎ハーマイオニー（白石涼子）、魔法少女プリティ・ナギ（釘宮理恵）。
収録曲
1. イントロダクションI 「魔法少年?綾崎ハーマイオニー 誕生篇〜忘れものを届けにきました」
出演 - 綾崎ハーマイオニー（白石涼子）、魔法少女プリティ・ナギ（釘宮理恵）
2. Oh! My Honey
歌 - 綾崎ハーマイオニー（白石涼子）
作詞 - マイクスギヤマ / 作曲 - 田中公平 / 編曲 - 根岸貴幸
3. イントロダクションII「魔法お嬢さま?プリティ・ナギ 変身篇〜yes!一人だけどyes!」
出演 - 綾崎ハーマイオニー（白石涼子）、魔法少女プリティ・ナギ（釘宮理恵）
4. 恋したらファンタジー
歌 - 魔法少女プリティ・ナギ（釘宮理恵）
作詞 - マイクスギヤマ / 作曲 - 田中公平 / 編曲 - 丸尾稔
5. ショート・ドラマ「史上最大の魔法決戦ッ!綾崎ハーマイオニー vs プリティ・ナギ」
出演 - 綾崎ハーマイオニー（白石涼子）、魔法少女プリティ・ナギ（釘宮理恵）、神様（佐藤利奈）
6. Oh! My Honey（オリジナル・カラオケ）
7. 恋したらファンタジー（オリジナル・カラオケ）
8. マジカル・ゲーム・コーナー/綾崎ハーマイオニー篇
全25トラック
9. マジカル・ゲーム・コーナー/魔法少女プリティ・ナギ篇
全19トラック
10. マジカル・セリフ・コーナー
全45トラック
11. 今回のキーワード
全2トラック
12. ふっかつのじゅもん

#### 12 白皇学院生徒会長
2008年3月21日発売、GNCA-0066。歌はマリア（田中理恵）、桂ヒナギク（伊藤静）。
収録曲
1. イントロダクションI 「元・白皇学院生徒会長/マリア篇〜思い出の銀時計〜」
出演 - マリア（田中理恵）、桂ヒナギク（伊藤静）
2. 完全無休、笑顔です
歌 - マリア（田中理恵）
作詞 - くまのきよみ / 作曲 - 田中公平 / 編曲 - 岩崎文紀
3. イントロダクションII「現・白皇学院生徒会長/ヒナギク篇〜シャワー 剣道の汗を洗い流して〜」
出演 - マリア（田中理恵）、桂ヒナギク（伊藤静）
4. 100点満点なんかじゃない！
歌 - 桂ヒナギク（伊藤静）
作詞 - くまのきよみ / 作曲 - 田中公平 / 編曲 - 根岸貴幸
5. ショート・ドラマ「初心神様インタビュー / 新旧白皇学院生徒会長篇」
出演 - マリア（田中理恵）、桂ヒナギク（伊藤静）、神様（佐藤利奈）
6. 完全無休、笑顔です（オリジナル・カラオケ）
7. 100点満点なんかじゃない！（オリジナル・カラオケ）
8. 実演指導コーナーその1 マリア篇
全12トラック
9. 実演指導コーナーその2 ヒナギク篇
全16トラック
10. セリフ・コーナー/マリア篇
全21トラック
11. セリフ・コーナー/ヒナギク篇
全21トラック
12. セリフ・コーナー/名字篇
全18トラック
13. 最後のキーワード
全3トラック
14. またお逢いしましょう。

## 2nd series

### 概要（2nd series）
- テレビ東京系テレビアニメ『ハヤテのごとく!!』のキャラクターソングシリーズ。全8タイトルの予定。
- キャラクターソング2曲+書き下ろしドラマ+おまけ集を収録している。
- 初回生産特典としてよいこのハヤテかるた3枚と全巻購入特典応募券が封入されている。全巻応募特典は残り24枚の"かるた"。

### タイトル（2nd series）

#### 01 三千院ナギ
三千院ナギ（釘宮理恵）によるキャラクターCD。2009年6月24日発売（GNCA-1221）。
1. 『新婚さんイライラシャイ』アヴァン [1:55]
2. ストロウハット・ファンタジィ [4:07]
作詞 - くまのきよみ / 作曲 - 田中公平 / 編曲 - 岩崎文紀
3. 『新婚さんイライラシャイ』Aパート [4:49]
4. 『新婚さんイライラシャイ』Bパート [7:34]
5. Shootin' Star [3:53]
作詞 - マイクスギヤマ / 作曲・編曲 - FAULTFINDERS
6. 次回予告 [0:27]
7. ストロウハット・ファンタジィ（INST） [4:07]
8. Shootin' Star（INST） [3:53]
9. よいこのハヤテかるた〜はじまるぞ！〜 [0:12]
10. よいこのハヤテかるた「い」 [0:06]
11. よいこのハヤテかるた「ろ」 [0:06]
12. よいこのハヤテかるた「は」 [0:05]
13. よいこのハヤテかるた「に」 [0:06]
14. よいこのハヤテかるた「ほ」 [0:05]
15. よいこのハヤテかるた「へ」 [0:08]
16. Bonus Track "Sound Piece Maker" 
ピeeeeeeeeeeeeeス! 〜ひつじの手もかりたい〜 piece 02 [0:18]
  - HAYATE's COMBAT FRIENDS

作品紹介
- 01／三千院ナギ starring 釘宮理恵
- 製品紹介-ジェネオン・ユニバーサル-

#### 02 桂ヒナギク
桂ヒナギク（伊藤静）によるキャラクターCD。2009年6月24日発売（GNCA-1222）。
1. 『生徒会長の秘密の放課後』アヴァン [0:33]
2. Do my Best! [3:57]
作詞 - くまのきよみ / 作曲 - 田中公平 / 編曲 - 根岸貴幸
3. 『生徒会長の秘密の放課後』Aパート [6:22]
4. 『生徒会長の秘密の放課後』Bパート [6:52]
5. I miss You [4:45]
作詞 - マイクスギヤマ / 作曲・編曲 - 村上正芳
6. 次回予告 [0:33]
7. Do my Best!（INST） [3:57]
8. I miss You（INST） [4:45]
9. よいこのハヤテかるた〜はじまるわよ！〜 [0:04]
10. よいこのハヤテかるた「と」 [0:05]
11. よいこのハヤテかるた「ち」 [0:05]
12. よいこのハヤテかるた「り」 [0:05]
13. よいこのハヤテかるた「ぬ」 [0:05]
14. よいこのハヤテかるた「る」 [0:05]
15. よいこのハヤテかるた「を」 [0:08]
16. Bonus Track "Sound Piece Maker" 
ピeeeeeeeeeeeeeス! 〜ひつじの手もかりたい〜 piece 04 [0:32]
  - HAYATE's COMBAT FRIENDS

作品紹介
- 02／桂ヒナギク starring 伊藤静
- 製品紹介-ジェネオン・ユニバーサル-

#### 03 マリア
マリア（田中理恵）によるキャラクターCD。2009年7月22日発売（GNCA-1223）。
1. 『ときめきはやっぱりサンデー』アヴァン [1:08]
2. ROUTINE? [3:04]
作詞 - くまのきよみ / 作曲 - 田中公平 / 編曲 - 多田彰文
3. 『ときめきはやっぱりサンデー』Aパート [5:50]
4. 『ときめきはやっぱりサンデー』Bパート [9:21]
5. 紅茶のワルツ [4:14]
作詞 - マイクスギヤマ / 作曲・編曲 - 岩崎文紀
6. 次回予告 [0:31]
7. ROUTINE?（INST） [3:04]
8. 紅茶のワルツ（INST） [4:14]
9. よいこのハヤテかるた〜はじまりますわよ！〜 [0:07]
10. よいこのハヤテかるた「わ」 [0:05]
11. よいこのハヤテかるた「か」 [0:05]
12. よいこのハヤテかるた「よ」 [0:05]
13. よいこのハヤテかるた「た」 [0:06]
14. よいこのハヤテかるた「れ」 [0:06]
15. よいこのハヤテかるた「そ」 [0:08]
16. Bonus Track "Sound Piece Maker" 
ピeeeeeeeeeeeeeス! 〜ひつじの手もかりたい〜 piece 05 [0:18]
  - HAYATE's COMBAT FRIENDS

作品紹介
- 03／マリア starring 田中理恵
- 製品紹介-ジェネオン・ユニバーサル-

#### 04 綾崎ハヤテ
綾崎ハヤテ（白石涼子）によるキャラクターCD。2009年7月22日発売（GNCA-1224）。
1. 『ハッピーアイスクリーム』アヴァン [1:03]
2. underage [3:53]
作詞 - くまのきよみ / 作曲 - 田中公平 / 編曲 - 多田彰文
3. 『ハッピーアイスクリーム』Aパート [3:34]
4. 『ハッピーアイスクリーム』Bパート [6:45]
5. 笑顔のために [4:52]
作詞 - マイクスギヤマ / 作曲・編曲 - 岩崎文紀
6. 次回予告 [0:44]
7. underage（INST） [3:53]
8. 笑顔のために（INST） [4:52]
9. よいこのハヤテかるた〜はじまりますよ！〜 [0:15]
10. よいこのハヤテかるた「つ」 [0:06]
11. よいこのハヤテかるた「ね」 [0:05]
12. よいこのハヤテかるた「な」 [0:05]
13. よいこのハヤテかるた「ら」 [0:06]
14. よいこのハヤテかるた「む」 [0:05]
15. よいこのハヤテかるた「う」 [0:08]
16. Bonus Track "Sound Piece Maker" 
ピeeeeeeeeeeeeeス! 〜ひつじの手もかりたい〜 piece 07 [0:35]
  - HAYATE's COMBAT FRIENDS

作品紹介
- 04／綾崎ハヤテ starring 白石涼子
- 製品紹介-ジェネオン・ユニバーサル-

#### 05 西沢歩
西沢歩（高橋美佳子）によるキャラクターCD。2009年8月26日発売（GNCA-1225）。
1. 『雨上がりの夕空に』アヴァン
2. キミファン
作詞 - くまのきよみ / 作曲 - 田中公平 / 編曲 - 村瀬恭久
3. 『雨上がりの夕空に』Aパート
4. 『雨上がりの夕空に』Bパート
5. 恋待ち
作詞・作曲 - 高橋美佳子 / 編曲者 - 多田彰文
6. 次回予告
7. キミファン（INST）
8. 恋待ち（INST）
9. よいこのハヤテかるた〜はじめるよ!〜
10. よいこのハヤテかるた「ゐ」
11. よいこのハヤテかるた「の」
12. よいこのハヤテかるた「お」
13. よいこのハヤテかるた「く」
14. よいこのハヤテかるた「や」
15. よいこのハヤテかるた「ま」
16. Bonus Track "Sound Piece Maker" 
ピeeeeeeeeeeeeeス! 〜ひつじの手もかりたい〜 piece 06
  - HAYATE's COMBAT FRIENDS

#### 06 白皇学院生徒会三人娘
瀬川泉（矢作紗友里）、花菱美希（中尾衣里）、朝風理沙（浅野真澄）によるキャラクターCD。2009年8月26日発売（GNCA-1226）。
1. 『美少女レポーター大奮闘!』アヴァン
2. アイ・ラブ・ユーならシャウトして！
作詞 - くまのきよみ / 作曲・編曲 - 岩崎文紀
3. 『美少女レポーター大奮闘!』Aパート
4. 『美少女レポーター大奮闘!』Bパート
5. Princess is me
歌 - 瀬川泉（矢作紗友里）
作詞 - マイクスギヤマ / 作曲・編曲 - 村瀬恭久
6. 次回予告
7. アイ・ラブ・ユーならシャウトして!（INST）
8. Princess is me（INST）
9. よいこのハヤテかるた〜はじめちゃうよ!〜
10. よいこのハヤテかるた「け」
11. よいこのハヤテかるた「ふ」
12. よいこのハヤテかるた「こ」
13. よいこのハヤテかるた「え」
14. よいこのハヤテかるた「て」
15. よいこのハヤテかるた「あ」
16. Bonus Track "Sound Piece Maker" 
ピeeeeeeeeeeeeeス! 〜ひつじの手もかりたい〜 piece 03

#### 07 橘ワタル&貴嶋サキ with ソニア・シャフルナーズ
橘ワタル（井上麻里奈）、貴嶋サキ（中島沙樹）、ソニア・シャフルナーズ（堀江由衣）によるキャラクターCD。2009年9月30日発売（GNCA-1227）。
1. 『美食バトル!どっちの弁当でショー』アヴァン
2. C'mon!!
歌 - 橘ワタル（井上麻里奈） & 貴嶋サキ（中島沙樹）
作詞 - くまのきよみ / 作曲・編曲 - 村瀬恭久
3. 『美食バトル!どっちの弁当でショー』Aパート
4. 『美食バトル!どっちの弁当でショー』Bパート
5. 1%のキセキ
歌 - ソニア・シャフルナーズ（堀江由衣）
作詞 - マイクスギヤマ / 作曲・編曲 - 岩崎文紀
6. 次回予告
7. C'mon!!（INST）
8. 1%のキセキ（INST）
9. よいこのハヤテかるた〜はじめちゃいますからね〜
10. よいこのハヤテかるた「さ」
11. よいこのハヤテかるた「き」
12. よいこのハヤテかるた「ゆ」
13. よいこのハヤテかるた「め」
14. よいこのハヤテかるた「み」
15. よいこのハヤテかるた「し」
16. Bonus Track "Sound Piece Maker" 
ピeeeeeeeeeeeeeス! 〜ひつじの手もかりたい〜 piece 01

#### 08 鷺ノ宮伊澄&愛沢咲夜
鷺ノ宮伊澄（松来未祐）、愛沢咲夜（植田佳奈）によるキャラクターCD。2009年9月30日発売（GNCA-1228）。
1. 『ふたりのワンダーランド』アヴァン
2. ムテキをねらえっ
歌 - 愛沢咲夜（植田佳奈）
作詞 - くまのきよみ / 作曲・編曲 - 木内健
3. 『ふたりのワンダーランド』Aパート
4. 『ふたりのワンダーランド』Bパート
5. 道しるべ
歌 - 鷺ノ宮伊澄（松来未祐）
作詞 - マイクスギヤマ / 作曲・編曲 - 岸村正実
6. エピローグ
7. ムテキをねらえっ（INST）
8. 道しるべ（INST）
9. よいこのハヤテかるた〜はじめるで!〜
10. よいこのハヤテかるた「ゑ」
11. よいこのハヤテかるた「ひ」
12. よいこのハヤテかるた「も」
13. よいこのハヤテかるた「せ」
14. よいこのハヤテかるた「す」
15. よいこのハヤテかるた「!!」
16. Bonus Track "Sound Piece Maker" 
ピeeeeeeeeeeeeeス! 〜ひつじの手もかりたい〜 piece 08

### ユニットメンバー
1. 1 2 3 4  瀬川泉（矢作紗友里）、花菱美希（中尾衣里）、朝風理沙（浅野真澄）